# Observatorium Brorfelde

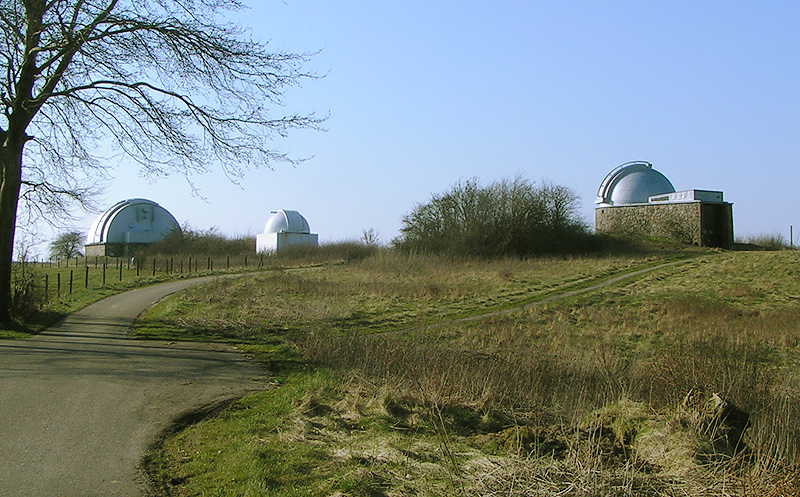
Observatorium Brorfelde, 2008.

Das Observatorium Brorfelde (dän. Brorfelde Observatoriet) ist ein astronomisches Observatorium (IAU Code 054) und beheimatet das Brorfelde-Schmidt-Teleskop. Bis 1996 war es ein Zweig des Observatoriums der Universität Kopenhagen. Es liegt in der Nähe von Holbæk. 
Das Schmidt-Teleskop, welches ursprünglich (1966) eine Öffnung von 50 cm und einen Spiegeldurchmesser von 75 cm besaß, wurde mehrfach modifiziert und besitzt heute eine freie Öffnung von 45 cm, einen Spiegeldurchmesser von 77 cm und ist mit einer 2048 × 2048 Pixel CCD-Kamera ausgestattet. Studenten nutzen die Ausstattung; das Forschungszentrum des Niels-Bohr-Instituts ist unterdessen in Kopenhagen untergebracht, im „Rockefeller Komplekset“, Anschrift Juliane Maries Vej 30.

## Personen mit Bezug zum Observatorium
- Bengt Strömgren, dänischer Astronom
- Poul Jensen, Asteroidenentdecker
- Karl Augustesen, Asteroidenentdecker